# Асье, Жак II де Крюссоль
Жак де Крюссоль, сеньор де Бодене, барон д’Асье (фр. Jacques de Crussol, sieur de Beaudiné, baron d’Asier; 20 июня 1540 — 7 сентября 1586) — видный протестантский военачальник эпохи Религиозных войн во Франции.

## Семья
Принадлежал к старинному французскому баронскому роду Крюссолей. Брат Антуана де Крюссоля, герцога д’Юзес.
- Отец: Шарль де Крюссоль, виконт д’Юзес
- Мать: Жанна-Рикар де Генульяк
- Жена: Франсуаза де Клермон-Таллар

## Религиозные войны
Был назначен принцем Конде командующим протестантскими войсками в Лангедоке, Дофине и Провансе. В 1562 году принц послал Крюссоля в Миди, где его войска противостояли герцогу де Жуайезу. Крюссоль захватил Безье, Агд и Эг-Морт. В 1563 году он стал губернатором Нима.
В битве при Монконтуре (1569) попал в плен.
В 1572 году Жак де Крюссоль перешёл в католический лагерь, при этом не меняя своей веры. В 1578 году он был принят в Орден Святого Духа.